# Битва при Иври
Битва при Иври — сражение, произошедшее 14 марта 1590 года между французской королевской армией Генриха IV и войсками Католической лиги под командованием Шарля Лотарингского, герцога Майеннского, во время Восьмой (и последней) Религиозной войны во Франции («Войны трёх Генрихов»). Битва принесла Генриху IV решающую победу, и он продолжил осаждать Париж.
Сражение произошло на равнине возле Иври (позже переименован в Иври-ла-Батай), Нормандия, примерно в 30 милях к западу от Парижа, на границе между Иль-де-Франс и регионом Босе.

## Предпосылки
Генрих IV следовал к Дрё, чтобы осадить этот город, находившийся под контролем Католической лиги. Когда герцог Майеннский прибыл, чтобы снять осаду, Генрих отвел свои войска, но остался в пределах видимости. Он развернул свою армию на равнине Сент-Андре между городами Нонанкур и Иври. Генрих был усилен английскими войсками, посланными ему в поддержку королевой Елизаветой I.

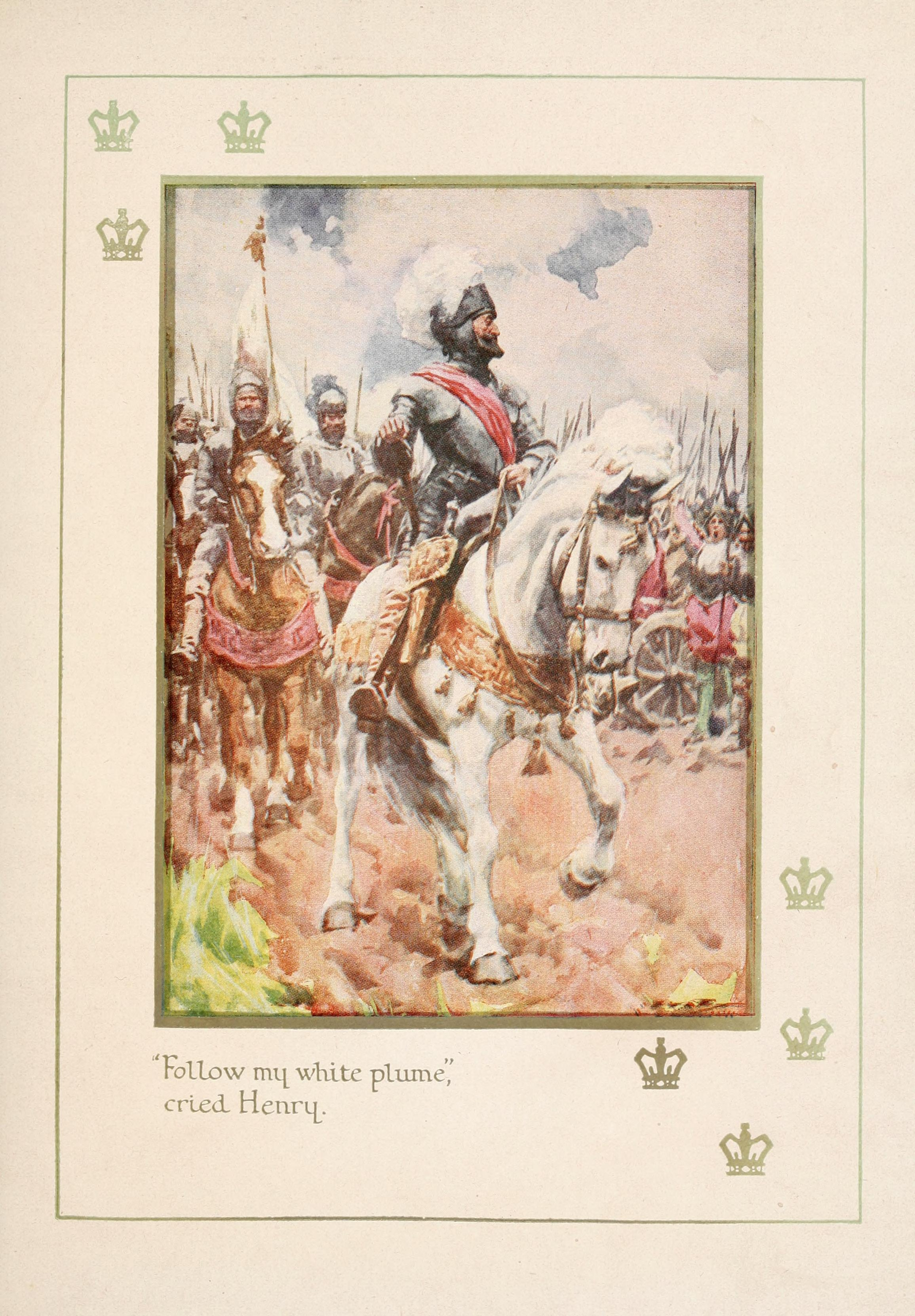
Генрих IV в битве при Иври

Генрих располагал 12000 пехотинцев (в том числе англичан и швейцарцев) и 3000 всадников.
Армия Католической лиги во главе с герцогом Майеннским включала 13000 пехотинцев и 4000 кавалерии, в основном войск мятежных дворян, а также подразделений немецких и швейцарских наемников и личной гвардии семьи Гиз. Ещё 2000 составляли испанские копейщики и кавалерия, прибывшие из Фландрии под началом Филиппа Эгмонта.

## Битва
С рассветом 14 марта 1590 года обе армии пришли в движение.
Перед боем, король браво мотивировал свои войска:

«Соратники мои! Если вы сегодня выступите за меня, я буду выступать за вас и дальше, я буду победителем или умру вместе с вами. Господь смотрит на нас и наших врагов! Взгляните на вашего короля! Держите свои ряды, прошу я вас, а если пыл битвы заставит вас сломать их, пытайтесь сплотиться вновь — в этом заключается ключ к победе…»
Бой начался с нескольких пушечных залпов из шести батарей королевской артиллерии, которая находилась под командованием мастера Ла Гиша. Следом конница обеих сторон схлестнулась с ужасной силой. Герцог Майеннский последовал во главе войск Гельдерна через открытое поле. Однако наемники, которые в основном с пониманием относились к протестантизму, выстрелили в воздух и положили свои копья на землю. Герцог Майеннский пришел в ярость при виде этого предательства, но канонада заставила его покинуть поле, усеянное павшими, после бегства наемников его левого фланга.
Жан VI Омонский, герцог де Монпансье и барон де Бирон, во главе королевской кавалерии заставил отступить кавалерию Лиги. Маршал де Бирон, командовавший арьергардом с английскими и швейцарскими войсками на обоих флангах, присоединился к королю, который, не останавливаясь после победы, пересек реку Эр в погоне за врагом.
Однако решающее событие произошло в другом месте на поле боя: отогнанные королем уланы Лиги не смогли вернуться на защиту командующих войсками, в итоге герцог Майеннский был вынужден бежать, герцог Омальский вынужден сдаться, а граф Эгмонт убит. Генрих преследовал проигравших, многие из которых сдались в плен, их изможденные лошади были не способны унести их от опасности.

## Последствия
Генрих разбил герцога Майеннского при Иври столь показательно, что он должен был остаться единственным претендентом на трон Франции. Однако он потерпел поражение во время осады Парижа. Ради короны Генрих в 1593 году перешел в католицизм, так как парижане, так и многие французы, не приняли бы протестантского короля.